# Затерянные в стране Оз
«Затерянные в стране Оз» (англ. Lost in Oz) — анимационный сериал, премьера которого состоялась 26 июня 2015 года на Amazon Video. Первоначально являвшаяся частью пилотной программы, пилотная серия была 2 ноября 2016 года переиздана под названием Lost in Oz: Extended Adventure, объединяя первые три серии. Весь сериал был выпущен позже.

## Сюжет
Дороти Гейл не по годам развитая девочка, которую с ее песиком Тото торнадо заносит в Землю Оз без четкого пути домой. Чтобы вернуться назад, Дороти должна собрать все типы магических элементов со своими новыми друзьями, ведьмой Вест и дружелюбным жевуном Оджо, в то время как вокруг них разворачивается зловещий заговор. (Эпизоды 1—13)
Дороти и Тото, работая вместе со своими друзьями, должны найти выход из Смертельной пустыни и спасти Изумрудный город от Королевства номов, чтобы получить шанс вернуться в Канзас. (Эпизоды 14—26)

## Список эпизодов

### Сезон 1
- 1: Пилот

Волшебный торнадо перебрасывает Дороти и ее верную собаку Тото из Канзаса в незнакомую страну. С помощью новых друзей Дороти и Тото начинают поиски магических элементов, которые им нужны, чтобы вернуться домой.
- 2. Дороти встречает льва

В поисках магии, чтобы добраться до дома, Дороти ищет Глинду, самую могущественную ведьму в Изумрудном городе. Но по пути она пересекается с Трусливым львом, который крадет ее магическую книгу путешествий, заставляя Дороти выследить его, чтобы вернуть книгу.
- 3. Обезьяны летают

После получения ключевой информации от Рей, Дороти разгадывает загадку, как попасть в таинственный замок Глинды, теперь ей предстоит перехитрить злого волшебника-ученика Фитца и его Крылатых обезьян, чтобы проникнуть внутрь.
- 4. Дороти встречает пугало

Дороти входит в замок Глинды и обнаруживает, что доброй ведьмы в нем нет! Дороти намеревается разгадать тайну с единственным другим жителем заброшенного замка, Пугалом, чьи проблемы с память оказываются менее чем полезными.
- 5. Жемчужина Пингари

Расследование Дороти по исчезновению Глинды приводит ее к ферме манчкинов, где она обнаруживает волшебную жемчужину, которая раскрывает правду. Прежде чем она сможет использовать ее, чтобы приблизиться к дому, она сталкивается с противостоянием ос стороны Фитца.
- 6. Проснись, проснись, проснись!

После того, как Дороти опознает Фитца как Кривого Волшебника, он похищает Тото, заставляя Дороти объединиться с агентом Пагмилл, чтобы отправиться на миссию по спасению ее собаки.
- 7. Маленькая черная ложь

Злая тетя Вест убеждает команду забрать волшебную жемчужину Глинды, но когда Дороти и Уэст не могут договориться о том, какие правила они хотят нарушить, чтобы получить жемчужину Дороти оказывается еще дальше от дома.
- 8. Палочки

Дороти и Уэст отправляются на поиски Лэнгуларе, но сталкиваются лицом к лицу с самой Глиндой. У Доброй Ведьмы есть план отправить Дороти домой … но сначала им нужно будет найти украденную магию Изумрудного города.
- 9. Вниз по линии желтого кирпича

По пути, чтобы найти украденную магию, Дитси, Вест, Оджо и Тото попадают в плен к Фитцу. После того, как они попали в плен, команда должна отложить в сторону свои разногласия и работать вместе, чтобы победить опасную группу Груолейвогов.
- 10. Bogspeed, Маленькие Шэнкс!

Когда команда сосредотачивается на местонахождении пропавшей магии и билете Дороти домой, они заручаются помощью гроулейвогов, чтобы победить номов.
- 11. 11:11

Когда Лэнгуларере заключает в себе магическую картину Дороти и Тото, наши герои находят секретный портал, который ведет к неожиданному союзнику. Вместе они должны сбежать из своей расписной тюрьмы до того, как Ленгвейр захватит Изумрудный город и сделает невозможным возвращение Дороти домой.
- 12. С возвращением, Глинда

Дороти, Тото и Глинда должны сбежать из своей расписной тюрьмы и сплотить своих друзей до того, как Ленгвейр волшебным образом сотрет их с воспоминаний каждого, изменит ход истории в Озе и оставит Дороти и Тото застрявшими там навсегда.
- 13. Go For Kansas

Дороти и ее друзья должны проникнуть в замок Глинды, теперь занятый Ленгвейр, и победить злую ведьму, чтобы восстановить воспоминания Изумрудного города и, наконец, отправить Дороти домой. Когда они достигают ее дома, Дороти находит Пугало, и они не в Канзасе.

### Сезон 2
- 14. Смертельная пустыня

Когда Дороти, Тото и Пугало оказываются в Мертвой пустыне, они следуют за таинственным маяком в поисках помощи … но приведет ли он к друзьям или врагам?
- 15. Волшебство из ничего

Вест борется за то, чтобы контролировать могущественную магию, которую она испытывала с тех пор, как она и Дороти победили Ленгвейр. Тем временем в Королевстве Номов Дороти вынашивает план побега с Тото и Пугалом, пока не стало слишком поздно.
- 16. Тихий сезон

Дороти заканчивает строительство своей спасательной шлюпки, но ей понадобится ветер, чтобы вернуться в Изумрудный город со своими друзьями. Безветренный сезон близок и им надо успеть осуществить побег, пока не поздно. Тем временем Вест обнаруживает недостающий ингредиент, необходимый для контроля ее магических способностей.
- 17. Вилла Рокват

Дороти, Тото и Пугало плывут через Смертельную пустыню со своим новым «заклятым» Рокватом, но неожиданный объезд доставляет им серьезные неприятности.
- 18. Волшебная карта

Когда генерал Гуф отправляет своего свирепого приспешника за Дороти и ее друзьями, наши герои в Изумрудном городе и в Смертельной пустыне оказываются в бегах.
- 19. Ярлык Изумрудного города

Дороти, Тото, Пугало и Рокват оказываются у входа в таинственный туннель, соединяющий Изумрудный город и Смертельную пустыню, но ничто не может подготовить их к тому, что они найдут на другой стороне.
- 20. Идем дальше

После того, как генерал Гуф наполнил дневник Дороти магией и отправил ее дом в другой торнадо, она и все ее друзья в Изумрудном городе снова оказались потерянными.
- 21. Канзас Мэджик

Дороти и ее друзья оказались в ловушке в Канзасе, но они обнаруживают, что магия также существует и в мире Дороти и они могут найти путь обратно в Оз.
- 22. Затмение

Дороти находит всю магию, в которой она нуждается, чтобы отправить своих друзей обратно в Оз, но сначала им всем придется объединить усилия, чтобы спасти Реи от службы контроля животных.
- 23. Спасение Киры

Дороти и ее друзья возвращаются в Изумрудный город, где отчаянная попытка спасти Киру заставляет Вест искать помощи у старого врага.
- 24. Пояс Короля номов

Дороти и ее друзья должны найти Пояс Короля номов, прежде чем Гуф сможет заполучить этот магический артефакт и взять под контроль Сказочные земли.
- 25. Побег из Королевства номов

После того, как Гуф поменялся местами обитателей Изумрудного города и Королевства Номов, Дороти и ее друзья снова должны сбежать и найти дорогу домой.
- 26. Мы говорим о зеркале

Будучи в меньшинстве и без магии, Дороти и ее друзьям предстоит перехитрить Гуфа, чтобы получить Пояс Короля Номов и спасти Изумрудный Город.